# Giuliano Frigeni
Giuliano Frigeni PIME (* 1. Juli 1947 in Bergamo) ist ein italienischer Ordensgeistlicher und emeritierter römisch-katholischer Bischof von Parintins in Brasilien.

## Leben
Giuliano Frigeni trat der Ordensgemeinschaft des Päpstlichen Instituts für die auswärtigen Missionen bei und empfing am 10. Mai 1975 die Priesterweihe. 1979 entsandte ihn seine Ordensgemeinschaft in die Mission in Brasilien.
Papst Johannes Paul II. ernannte ihn am 20. Januar 1999 zum Bischof von Parintins. Der Apostolische Nuntius in Brasilien, Erzbischof Alfio Rapisarda, spendete ihm am 19. März desselben Jahres die Bischofsweihe; Mitkonsekratoren waren Filippo Santoro, Weihbischof in São Sebastião do Rio de Janeiro, und Luiz Soares Vieira, Erzbischof von Manaus.
Am 21. Dezember 2022 nahm Papst Franziskus das von Giuliano Frigeni aus Altersgründen vorgebrachte Rücktrittsgesuch an.